# Attilio Cantoni
Attilio Cantoni (Mandello del Lario, 2 maggio 1931 – Lecco, 22 agosto 2017) è stato un canottiere italiano, vincitore di quattro titoli europei tra il 1954 e il 1958.

## Biografia
Atleta del GS Moto Guzzi, Attilio Cantoni vinse il suo primo titolo ai Campionati europei di canottaggio ad Amsterdam 1954, insieme a Giuseppe Moioli, Giovanni Zucchi e Marco Carri. Lo stesso equipaggio (con Abbondio Marcelli ora al posto di Carri) si ripeté anche due anni dopo a Bled 1956, ma non riuscì a raggiungere il podio alle Olimpiadi svoltesi due mesi dopo a Melbourne, classificandosi al quarto posto.
A Duisburg 1957 e a Poznan 1958, Cantoni conquistò due altre medaglie d'oro europee, ora come componente dell'equipaggio dell'otto, ritrovando in esso come compagni ancora Giovanni Zucchi, Abbondio Marcelli nel 1957 e nel 1958 anche Giuseppe Moioli. 
Cantoni visse la sua intera vita nel paese natale di Mandello del Lario, dove lavorò come meccanico.